# 341 California
California è un asteroide della fascia principale del diametro medio di circa 14,67 km. Scoperto nel 1892, presenta un'orbita caratterizzata da un semiasse maggiore pari a 2,1995274 UA e da un'eccentricità di 0,1938247, inclinata di 5,66756° rispetto all'eclittica.
Stanti i suoi parametri orbitali, è considerato un membro della famiglia Flora di asteroidi.
Il suo nome è dedicato allo Stato della California.